# لوسيو فونتانا
لوسيو فونتانا (19 فبراير 1899—7 سبتمبر 1968) هو رسام ونحات ولد في روساريو، مقاطعة سانتا في الأرجنتين، وهو ابن لأب إيطالي وأم أرجنتينية. مؤسس حركة سباتياليزم Spatialism التي لها علاقه بالفن الفقير.

## وصلات خارجية
- لوسيو فونتانا على موقع الموسوعة البريطانية (الإنجليزية)
- لوسيو فونتانا على موقع ميوزك برينز (الإنجليزية)
- لوسيو فونتانا على موقع ديسكوغز (الإنجليزية)

- صورة للوحة فونتانا الشهيرة